# Нахавня
Нахавня — река в России, протекает в Одинцовском городском округе Московской области. Правый приток Москвы-реки.
Длина реки составляет 12 км. Берёт начало в 2 км к северу от станции Сушкинская Белорусского направления МЖД. В верховьях реки расположено несколько крупных дачных посёлков. Вдоль течения реки по левому берегу расположены населённые пункты Брехово, Богачево, Аляухово, Тимохово и Клопово. Устье реки находится в 277 км по правому берегу реки Москвы, напротив Звенигорода.
По данным Государственного водного реестра России, относится к Окскому бассейновому округу. Речной бассейн — Ока, речной подбассейн — бассейны притоков Оки до впадения Мокши, водохозяйственный участок — Москва от города Звенигорода до Рублёвского гидроузла, без реки Истры (от истока до Истринского гидроузла).